# Hyperolius quinquevittatus
Hyperolius quinquevittatus là một loài ếch thuộc họ Hyperoliidae.
Loài này có ở Angola, Cộng hòa Dân chủ Congo, Malawi, Tanzania, Zambia, và có thể cả Mozambique.
Môi trường sống tự nhiên của chúng là xavan ẩm, đồng cỏ nhiệt đới hoặc cận nhiệt đới vùng đất cao, đầm nước, đầm nước ngọt, và đầm nước ngọt có nước theo mùa.